# Корбулић
Корбулић (алб. Korbliq) је насеље у општини Качаник, Косово и Метохија, Република Србија.

## Становништво
| Демографија | Демографија | Демографија |
| Година      | Становника  | Становника  |
| ----------- | ----------- | ----------- |
| 1948.       | 483         |             |
| 1953.       | 560         |             |
| 1961.       | 523         |             |
| 1971.       | 405         |             |
| 1981.       | 340         |             |
| 1991.       | 378         |             |
| 2011.       | 124         |             |